# ويليام جوميز
ويليام جوميز (بالفرنسية: Guillaume Gomez)‏ هو سائق سيارة سباق فرنسي، ولد في 25 يوليو 1969 في أورليان في فرنسا.

## روابط خارجية
- ويليام جوميز على موقع DriverDB.com (الإنجليزية)